# New York, New York (film)
New York, New York je ameriški glasbeni dramski film iz leta 1977, ki ga je režiral Martin Scorsese po scenariju Mardika Martina in Earla Maca Raucha ter temelji na zgodbi slednjega. Film je glasbeni poklon Scorsesejevemu rodnemu New Yorku z novimi pesmimi Johna Kanderja in Freda Ebba ter jazzovskimi standardi. V glavnih vlogah nastopata Robert De Niro in Liza Minnelli kot glasbeni in ljubezenski dvojec, ki se poroči, po rojstvu otroka pa se loči. V filmu je zadnjič zaigral Jack Haley.
Film je bil premierno predvajan 21. junija 1977, toda ni dosegel uspeha Scorsesejevih predhodnih filmov Alice ne živi več tukaj in Taksist, zato je režiser zapadel v depresijo in zlorabo drog. Vseeno je bil film nominiran za štiri zlate globuse, za najboljšo izvirno pesem »New York, New York« Freda Ebba in Johna Kanderja, najboljši glasbeni ali komični film ter najboljšega igralca in igralko v glasbenem ali komičnem filmu (Minnelli in De Niro).

## Vloge
- Liza Minnelli kot Francine Evans
- Robert De Niro kot Jimmy Doyle
- Lionel Stander kot Tony Harwell
- Barry Primus kot Paul Wilson
- Mary Kay Place kot Bernice Bennett
- Frank Sivero kot Eddie DiMuzio
- Georgie Auld kot Frankie Harte
- George Memmoli kot Nicky
- Harry Northup kot Alabama
- Dick Miller kot lastnika Palm Cluba
- Clarence Clemons kot Cecil Powell
- Casey Kasem kot DJ
- Adam David Winkler kot Jimmy Doyle Jr.
- Jack Haley kot vodja slavja